# Petit Lyonnais
Le Petit Lyonnais est un journal français, le plus grand quotidien de Lyon à la fin du XIXe siècle, et le plus tourné vers l'international, avant sa disparition.

## Historique
Le journal est fondé sur la base d'un journal « non politique », donc dispensé de taxe, en 1868, par le libraire Victor Ballay et Duvand, en société anonyme au capital de 34 000 francs. Basé place de la Charité à Lyon, il se vend à un sou dès son premier numéro, paru le 10 août 1871. D'inspiration radicale, la feuille se montrait prudente dans son ton. Le quotidien de Lyon est l'un des premiers à demander des services spéciaux à l'Agence Havas, pour couvrir l'actualité internationale.

### La suspension de 1873 et l'apparition de concurrents
Le Petit Lyonnais, devenu plus politique dans son contenu, en se rapprochant du parti radical, est suspendu pour trois mois, de novembre 1873 à février 1874, après les évènements du 4 septembre. Entre 1870 et 1878 il tire à plus de 100 000 exemplaires en permanence, même si des concurrents sont apparus: les quotidiens "opportunistes" sont au nombre de quatre. Les deux plus importants et qui dominent la presse lyonnaise sont Le Progrès de Lyon, qui naît en 1868, et Lyon Républicain fondé en 1878. Il y a aussi le Courrier de Lyon, né après l'agitation ouvrière de 1831, et l'Écho de Lyon, au tirage plus modeste.
La chute de l'Empire fut un véritable triomphe pour un petit rival, Le Progrès de Lyon, qui, sous l'impulsion d'Eugène Véron, nouveau rédacteur en chef, avait manifesté un regain de vigueur. Son tirage doubla, à 12 000 exemplaires en 1871. Eugène Véron le quitte ensuite pour le journal quotidien La France Républicaine, qui est fermé en 1873.
Malgré cela, le Petit Lyonnais reste un fleuron du mouvement de la petite presse : son tirage est de 110 à 120 000 exemplaires par jour, dix fois plus que le sommet atteint par Le Progrès de Lyon.

### Les difficultés avec l'Agence Havas, en 1877
Fin 1877, le Petit Lyonnais demande des services supplémentaires à l'agence Havas:50, mais celle-ci décide de favoriser son rival:51, le Peuple Lyonnais, afin d'inciter le Petit Lyonnais à abandonner sa rédaction de plusieurs journalistes à Paris, dont Victor Bergeret pour payer plus cher les services d'Havas. Quatre autres quotidiens lyonnais demandent au même moment des services supplémentaires mais refusent d'avancer l'heure de leur parution pour augmenter l'impact sur leur tirage.
L'agence Havas obtient, l'année suivante, la possibilité légale d'installer des bureaux télégraphiques à elle dans les différentes succursales de province. L'indépendance télégraphique du va prendre fin, selon l'historien Michaël Palmer.
Le système mis en place à Lyon est ensuite appliqué à d'autres villes de province, selon l'historien Michaël Palmer.

### Le rachat par le baron Édouard Portalis
Le Petit lyonnais est dans la foulée, dès 1878, racheté par un spéculateur parisien, le baron Édouard Portalis, directeur de la Vérité, pour 1,35 million de francs. La vente aurait été conclue, selon une rumeur, au prix de 1,5 million de francs, prix qui comprend le matériel et la clientèle. 
Après s'être opposé au préfet Ducros, représentant de l’« Ordre moral », Victor Ballay se retire de la presse, devenant rentier à 36 ans. Pour racheter le journal, Édouard Portalis utilisa l'ancien agent de change Léon Delaroche, en mars 1878. Ce dernier constitua une société en commandite simple pour la publication et l'exploitation du journal et de deux feuilles annexes, dans laquelle, sans en être le gérant, il détenait 7 775 « parts d'intérêts et de propriété » sur 8 000.

### Le déclin
Léon Delaroche acquiert ensuite le Progrès de Lyon, en 1880, et abaisse son prix de 20 à 5 centimes. À partir de l'été 1881 le tirage de ce rival du Petit Lyonnais, quadruplé, dépassa constamment le chiffre fatidique des 40 000 exemplaires. 
De son côté Edouard Portalis contrôle successivement une douzaine de titres parisiens ou lyonnais, dont la Vérité, Le Corsaire, le Petit Lyonnais et le XIXe siècle. Il contribue à faire tomber les gouvernements d'Adolphe Thiers et s'inquiéta ensuite de la réelle « conjuration opportuniste » contre le Petit Lyonnais, menée en particulier par Challemel-Lacour, un intime de Léon Gambetta qui avait été préfet de Lyon. Édouard Portalis chaussa les bottes du radicalisme avec le souci de ne pas avoir contre lui les « opportunistes », mais tant et si fort que le tirage du Petit Lyonnais diminua brutalement.
Le journal va ensuite décliner rapidement. Il sera racheté en 1887 par les « opportunistes » du Rhône. Le nouveau directeur Julien Symian, député de Saône-et-Loire et futur ministre radical des Postes et Télécommunications, commença par supprimer la rédaction parisienne, qui regroupait des journalistes tels que Goblet, Millerand, et Pelletan, puis la rédaction lyonnaise.
Le Petit Lyonnais disparut en 1901.